# Abdón Reyes (urugwajski piłkarz)
Abdón Reyes – piłkarz urugwajski grający na pozycji pomocnika.
Jako piłkarz klubu IA Sud América wziął udział w turnieju Copa América 1939, gdzie Urugwaj został wicemistrzem Ameryki Południowej. Reyes zagrał w dwóch meczach - z Ekwadorem (w 70. minucie zastąpił na boisku Generala Vianę) i Chile (w drugiej połowie zastąpił go Obdulio Varela).